# Alessio Figalli
Alessio Figalli (Roma, 2 d'abril de 1984) és un matemàtic italià especialitzat en equacions en derivades parcials (EDP).
El 2012, va guanyar el Premi i Curs Peccot i el Premi EMS. El 2015 la Medalla Stampacchia, i el 2017 el Premi Feltrinelli. Va ser un dels conferenciants convidats al Congrés Internacional de Matemàtiques (ICM), el 2014. L'any 2016, va rebre un projecte d'investigació del Consell Europeu d'Investigació (ERC), i l'any 2018 li va ser atorgada la Medalla Fields "per les seves contribucions a la teoria del transport òptim i les seves aplicions en les equacions en derivades parcials, la geometria mètrica i la probabilitat."

## Biografia
Figalli va acabar la llicenciatura en matemàtiques a la Scuola Normale Superiore de Pisa l'any 2006, i en menys d'un any ja havia acabat el doctorat (2007). Els seus directors de tesi van ser Luigi Ambrosio i Cédric Villani.
L'any 2007 va ser contractat com a investigador permanent al CNRS a Paris, i, el 2008, va passar a ser Professeur Hadamard a l'École polytechnique. El 2009 se'n va anar a la Universitat de Texas a Austin com a professor titular, on va passar a ser Catedràtic el 2011. Des de 2016, és Catedràtic a l'ETH Zürich.
Entre diversos reconeixements, Figalli va guanyar, el 2012, el Premi EMS, el Premi Peccot-Vimont i Cours Peccot del Collège de France i va ser Conferenciant Nachdiplom a l'ETH Zürich el 2014. L'any 2015 va rebre la Medalla Stampachia, i el 2017 el Premi Feltrinelli en matemàtiques. L'any 2018 va guanyar la Medalla Fields.
Figalli ha treballat en diverses àrees de les matemàtiques, principalment en EDP, càlcul de variacions, i teoria geomètrica de la mesura. Entre els seus principals resultats destaquen els articles amb Guido de Philippis sobre l'equacio de Monge-Ampere, així com els seus treballs en desigualtats isoperimètriques i en sistemes dinàmics. També ha obtingut resultats importants en fisica matemàtica, i en matrius aleatòries. Finalment, en col·laboració amb els matemàtics catalans Xavier Ros-Oton i Joaquim Serra Montolí, ha obtingut diversos resultats sobre problemes de frontera lliure.